# Johan August Brünings
Johan August Brünings (Bandoeng, 28 april 1919 – Den Haag, 15 mei 1985) was een Engelandvaarder.
Op 8 oktober 1943 stak hij samen met elf anderen de Noordzee over om naar Engeland te gaan, om zodoende zich weer bij de Nederlandse Strijdkrachten te kunnen voegen. Hij vocht onder andere in Indonesië tegen de Japanse bezetter.
Brünings werd op 9 maart 1944 onderscheiden met het Bronzen Kruis en kreeg op 15 oktober 1945 ook het Engelse Military Cross.